# Stictoptera microthyris
Stictoptera microthyris är en fjärilsart som beskrevs av George Francis Hampson 1912. Stictoptera microthyris ingår i släktet Stictoptera och familjen nattflyn. Inga underarter finns listade i Catalogue of Life.